# Pont Marie
De Pont Marie (Nederlands: Mariebrug) is een brug over de rivier de Seine in de Franse hoofdstad Parijs, gebouwd tussen 1614 en 1635.

## Geschiedenis

### Bouw
Vanwege de groei van het aantal bewoners van Parijs in de 17e eeuw werd besloten om het tot dan toe onbewoonde Île Saint-Louis te annexeren. De Pont Marie, genoemd naar de architect Christophe Marie, was een van de bruggen gebouwd om het eiland te bereiken. Het is daardoor een van de oudste bruggen van Parijs. Het project werd in 1614 goedgekeurd door Lodewijk XIII, die zelf de eerste steen legde. De brug lag echter in het schootsveld van de kanonnen van de Notre-Dame, en het duurde tot 1635 voordat hij werd opengesteld voor het verkeer.

### Herbouw

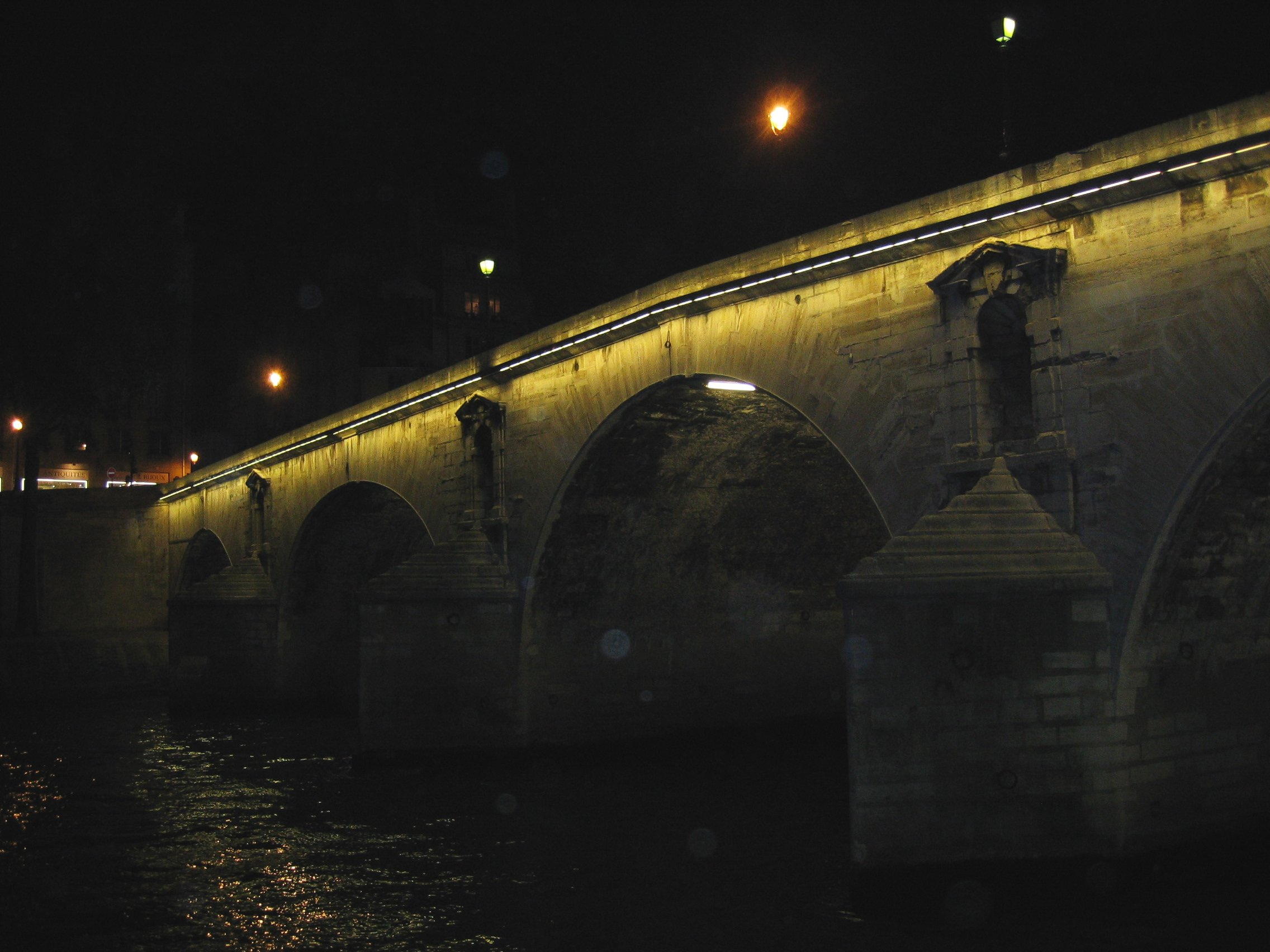
De brug bij nacht

Aanvankelijk stond er ook een twintigtal huizen op de brug, gebouwd door timmerman Claude Dublet. Door onenigheid tussen het stadsbestuur, de architect en de bewoners werden de huizen amper onderhouden, en bij de overstroming van de Seine in 1658 spoelden deze dan ook weg - evenals de twee zuidelijkste bogen van de brug. Twee jaar later werd met een houten brug de verbinding weer hersteld. De tol die werd geheven op de brug werd later gebruikt voor de financiering van de huidige stenen brug. Deze werd in 1667 herbouwd na interventie door Jean-Baptiste Colbert.
Tussen 1850 en 1851 is de brug nogmaals gerestaureerd.

## Architectuur
De stenen brug, gebouwd door de architecten Rémy Collin, Jean Delgrange en Christophe Marie, is in totaal 92 meter lang. De Pont Marie is opvallend asymmetrisch - zo zit de knik niet precies in het midden, en zijn alle vijf de bogen verschillend van vorm en afmetingen.

## Locatie
De brug verbindt het 3e arrondissement met het Île Saint-Louis. Bij de brug ligt het metrostation Pont Marie.